# Сами Зейн
Рами Себей (роден 12 юли 1984) е канадски професионален кечист от сирийски произход.
Работи под сценичното име Сами Зейн с WWE, където е бивш шампион на NXT. Най-добре е познат с работата си в независими компании под името Ел Дженерико, използвайки героя на лучадор от Мексико с фраза "Olé!". Дженерико се бие, като е маскиран от дебюта си през 2002 до 2013 г. След подписването си с WWE Себей започва да се бие без маска.
Дженерико получи на много успех в Pro Wrestling Guerrilla (PWG) като двукратен Световен шампион на PWG и петкратен Световен отборен шампион на PWG. Той е единствения човек, спечелил и двата годишни турнира на PWG, Динамит властният турнир за отборните титли през 2010 и Битка за Лос Анджелис през 2011. Дженерико също е носил Световната телевизионна титла на ROH и Световните отборни титли на ROH с Кевин Стийн, с който по-късно е получил наградата за Вражда на годината на Wrestling Observer Newsletter през 2010. Бил се интернационално, Дженерико спечели Обединената световна титла по кеч на wXw в Германия и Титлата в свободна категория на KO-D на Dramatic Dream Team в Япония.

## В кеча
- Финални ходове
  - Като Ел Дженерико
    - Brainbustaaaaahhhhh!!!!! (Super brainbuster на горния оптегач)[8][9]
    - Spike brainbuster[6][10]

  - Като Сами Зейн
    - Helluva Kick[11] (Running big boot на опонент в ъгъла)[12][13][14]
    - Reverse STO последван от Koji Clutch[11][15][16][17]
    - Wrist-lock пренесен в springboard tornado DDT[18][19] – 2013 – 2014, рядко използван като ключова хватка
- Ключови ходове
  - Като Ел Дженерико
    - 450° splash[1][6]
    - Cradle DDT[6][20]
    - Diving splash[9]
    - Double pumphandle vertical suplex powerbomb[21][22]
    - Exploder suplex, понякога на обтегачи[1]
    - Half and half suplex[9][23]
    - Версии на Лъвско салто
      - Split-legged[6][24]
      - Standing[24]
      - Springboard[25]

    - Olé Kick (Running big boot на опонент на ъгъла)[1][6][9][20]
    - Plancha[1]
    - Sitout scoop slam piledriver[26]
    - Somersault corner-to-corner missile dropkick[27]
    - Spin-out powerbomb[26]
    - Suicide dive пренесен в tornado DDT[25]

  - Като Сами Зейн
    - Blue Thunder Bomb[28][29][30][31] (Spin-out sitout powerbomb)[26]
    - Diving crossbody[32][33][29][34]
    - Dropkick,[32][33][34] понякога като flapjack counter[18]
    - Exploder suplex на оптегачи[11][15][16][35]
    - Half and half suplex[9][23]
    - Leg lariat[28][32][19][34]
    - Версии на arm drag[18][36][19][34]
    - Over the top rope flip dive[37][32][33][29]
    - Suicide dive пренесен в tornado DDT[32][38][39][25]
    - Sunset flip powerbomb,[33][29] понякога докато бяга[28][33]
- Прякори
  - „Дженерик Лучадор“[6][5]
  - „Гордостта на Тихуана“[6]
  - „Кучето от подземието“
- Входни песни
  - "¡Olé!" на The Bouncing Souls[40] (Независимите компании)
  - "3 Minute Record" на The Berettas[41] (NXT; 2013)
  - "Lower the Boom" на Fifth Floor[41] (NXT; 2013 – 2014)
  - Worlds Apart на CFO$ (NXT/WWE; 30 май 2014 – )

## Шампионски титли и отличия
- Association de Lutte Féminine
  - Турнир в памет на Шери (2007) – с Луфисто
- Britannia Wrestling Promotions
  - Световен шампион в средна категория на PWI:BWP (1 път)
- Chikara
  - Rey de Voladores (2011)[42][43]
- Dramatic Dream Team/Union Pro Wrestling
  - Шампион в Екстремната дивизия на DDT (1 път)[44]
  - Шампион в свободна категория на KO-D (1 път)[45]
  - Награда за най-добър чужденец (2012)[46]
- Elite Wrestling Revolution
  - Турнир Елит 8 (2004)[47]
- GBG Wrestling
  - Шампион в тежка категория на GBG (1 път)[48]
- International Wrestling Syndicate
  - Световен шампион в тежка категория на IWS (2 пъти)[9]
  - Отборен шампион на IWS (1 път) – с Туиги[9]
- North Shore Pro Wrestling
  - Шампион на NSPW (1 път)[49]
- Pro Wrestling Guerrilla
  - Световен шампион на PWG (2 пъти)[50]
  - Световен отборен шампион на PWG (5 пъти) – с Човешко Турнадо (1), Куиксилвър (1), Кевин Стийн (2), и Пол Лондон (1)[51]
  - Битка за Лос Анджелис (2011)[52]
  - Динамит властният турнир за отборните титли (2010) – с Пол Лондон[53]
- Pro Wrestling Illustrated
  - PWI го класира под 23 от топ 500 индивидуални кечисти на PWI 500 през 2015[54]
- Pro Wrestling Prestige
  - Шампион тежка категория на PWP (1 път)[55][56]
- Puerto Rico Wrestling Association
  - Карибски шампион на PRWA (1 time)[57]
- Ring of Honor
  - Световен отборен шампион на ROH (1 път) – с Кевин Стийн[58]
  - Световен телевизионен шампион на ROH (1 път)[59]
- SoCal Uncensored
  - Мач на годината (2006) срещу ПАК, 18 ноември, Pro Wrestling Guerrilla[60]
  - Мач на годината (2007) срещу Даниъл Брайън, 29 юли, Pro Wrestling Guerrilla[61]
  - Най-изпъкнал кечист (2006, 2007)[60][62]
  - Отбор на годината (2006) с Куиксилвър[60]
  - Кечист на годината (2007)[63]
- STHLM Wrestling
  - Шампион по кеч на STHLM (1 път)[64]
- Westside Xtreme Wrestling
  - Обединен световен шампион по кеч на wXw (1 път)[65]
  - Турнир 16 карата злато (2012)[66]
- Wrestling Observer Newsletter
  - Вражда на годината (2010) срещу Кевин Стийн[67][68]
- WWE
- Интерконтинентален шампион (4 пъти)
- Отборен шампион на Първична сила (1 път с Кевин Оуенс)
- Отборен шампион на Разбиване (1 път с Кевин Оуенс)
  - Слами (1 път)
    - Суперзвезда от NXT на годината (2014)
- WWE NXT
  - Шампион на NXT (1 път)[69]